# Eupithecia moirata
Eupithecia moirata là một loài bướm đêm trong họ Geometridae.